# Landgericht Prien

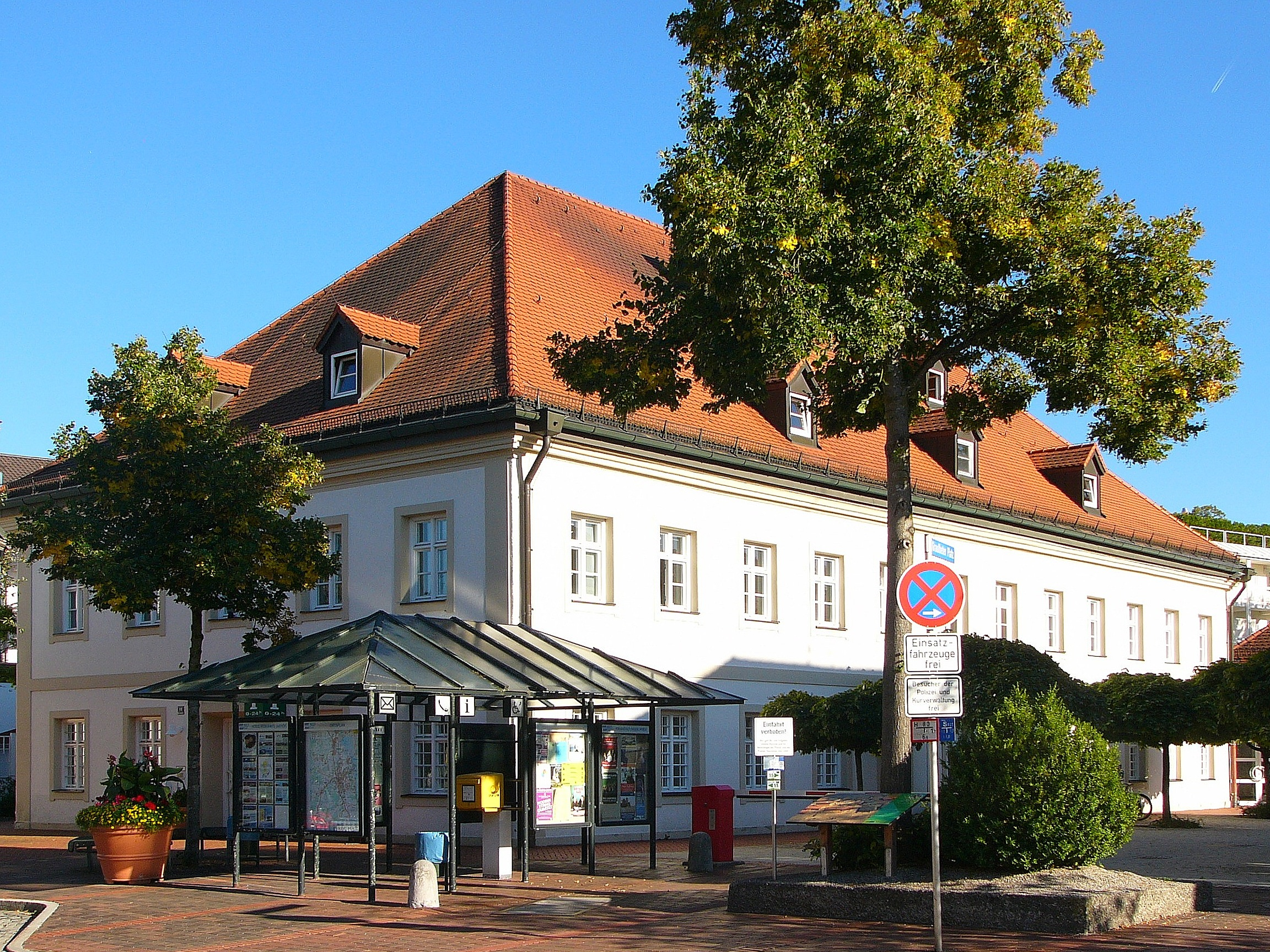
Ehemaliges Herrschafts-, Land- bzw. Amtsgericht in Prien

Das Landgericht Prien war ein von 1853 bis 1879 bestehendes bayerisches Landgericht älterer Ordnung mit Sitz in Prien am Chiemsee.

## Geschichte
Prien war seit dem Mittelalter Ort einer Gerichtsschranne. Im 1806 gebildeten Königreich Bayern war Prien von 1813 bis 1848 Sitz des Gräfl. Preysing'schen Herrschaftsgerichts Hohenaschau, zu dem ab 1827 auch noch die Herrschaftsgerichte in Brannenburg und Neubeuern zählten. Nach der Auflösung der Herrschaftsgerichte nach der Revolution 1848 fungierte dieses noch bis 1853 als Gerichts- und Polizeibehörde und wurde 1853 dann in ein bayerisches Landgericht älterer Ordnung umgewandelt. Der Sprengel umfasste die Ortschaften Bernau, Endorf, Frasdorf, Greimharting, Halfing, Hemhof, Hirnsberg, Hittenkirchen, Höslwang, Hohenaschau, Mauerkirchen, Niederaschau, Prien, Rimsting, Sachrang, Umrathshausen und Wildenwart.
Die Trennung der administrativen und juristischen Aufgaben erfolgte 1862, die Landgerichte Rosenheim, Prien und Aibling bildeten das Bezirksamt Rosenheim als Verwaltungsbehörde unter einem „Kgl. Bezirksamtmann“. Das Landgericht bestand als reine Gerichtsbehörde weiter. Anlässlich der Einführung des Gerichtsverfassungsgesetzes am 1. Oktober 1879 kam es zur Umbenennung in Amtsgericht Prien.

## Gebäude
Das Gericht befand sich an der Alten Rathausstraße 11 in einem zweigeschossigen Walmdachbau aus dem 18. Jahrhundert, der unter Denkmalschutz steht. Heute ist das Gebäude in Teilen öffentlich zugänglich, es beherbergt die Büros der Prien Marketing GmbH sowie im Dachgeschoss die öffentliche Bücherei.